# Roby (Texas)
Roby è un centro abitato degli Stati Uniti d'America, situato nella contea di Fisher (di cui è capoluogo) dello Stato del Texas.
La popolazione era di 643 persone al censimento del 2010.

## Geografia fisica
Roby è situata a 32°44′41″N 100°22′52″W (32.744839, -100.381100).
Secondo lo United States Census Bureau, ha un'area totale di 0,7 miglia quadrate (1,8 km²). Roby è circondata da campi di cotone.

## Società

### Evoluzione demografica
Secondo il censimento del 2000, c'erano 673 persone, 264 nuclei familiari e 175 famiglie residenti nella città. La densità di popolazione era di 936,1 persone per miglio quadrato (360,9/km²). C'erano 312 unità abitative a una densità media di 434,0 per miglio quadrato (167,3/km²). La composizione etnica della città era formata dall'86,18% di bianchi, il 3,27% di afroamericani, lo 0,45% di nativi americani, l'8,32% di altre razze, e l'1,78% di due o più etnie. Ispanici o latinos di qualunque razza erano il 22,14% della popolazione.
C'erano 264 nuclei familiari di cui il 31,1% aveva figli di età inferiore ai 18 anni, il 53,4% erano coppie sposate conviventi, il 10,2% aveva un capofamiglia femmina senza marito, e il 33,7% erano non-famiglie. Il 31,1% di tutti i nuclei familiari erano individuali e il 20,8% aveva componenti con un'età di 65 anni o più che vivevano da soli. Il numero di componenti medio di un nucleo familiare era di 2,45 e quello di una famiglia era di 3,13.
La popolazione era composta dal 27,8% di persone sotto i 18 anni, il 6,2% di persone dai 18 ai 24 anni, il 25,1% di persone dai 25 ai 44 anni, il 20,2% di persone dai 45 ai 64 anni, e il 20,7% di persone di 65 anni o più. L'età media era di 37 anni. Per ogni 100 femmine c'erano 80,4 maschi. Per ogni 100 femmine dai 18 anni in giù, c'erano 78,0 maschi.
Il reddito medio di un nucleo familiare era di 27.031 dollari, e quello di una famiglia era di 34.632 dollari. I maschi avevano un reddito medio di 27.500 dollari contro i 19.286 dollari delle femmine. Il reddito pro capite era di 13.926 dollari. Circa il 14,8% delle famiglie e il 15,9% della popolazione erano sotto la soglia di povertà, incluso il 18,9% di persone sotto i 18 anni e il 14,7% di persone di 65 anni o più.